# Projektfinanszírozás
A projektfinanszírozás célja egy vállalaton belüli projekthez szükséges pénzügyi források előteremtése. Más finanszírozásokhoz képest a projektfinanszírozás időben behatárolt vagy legalábbis meghatározott kimenetelű. Egy projekt finanszírozása megoldható a vállalkozás forrásainak megfelelő elosztásával, nagyobb projektek esetén azonban bankok játszhatnak szerepet különböző hitelkonstrukciókkal, amelyek nem a vállalat, hanem a projekt jövedelmezőségét veszik figyelembe.
Kisebb projektek finanszírozását általában vállalaton belül finanszírozzák, de lehetséges külső vállalkozással vagy partnerrel együtt végzik, hogy több fél forrásait is fel lehessen használni.